# Каяно, Аи
Аи Каяно (яп. 茅野 愛衣 Каяно Аи, род. 13 сентября 1987 года, Токио) — японская сэйю. В прошлом работала в компании Pro-Fit, в настоящее время сотрудничает с Office Osawa.
Является лауреатом премии Seiyu Awards 2012 года в номинации на лучшую начинающую актрису за роль Сававы Хиёрими в Princess Resurrection.

## Биография
Каяно хотела работать в сфере «исцеления людей». Она работала в индустрии красоты и увлеклась актёрским мастерством после просмотра «Арии». Во время учёбы в школе Каяно продолжала работать в отрасли и оплачивала обучение.

## Споры
В 2021 году в китайских социальных сетях возник спор из-за публикации Каяно о её поездке 11 февраля в храм Ясукуни, синтоистский храм, часто являющийся предметом споров, в котором почитаются японские мужчины, женщины, дети и солдаты, погибшие в многочисленных войнах, в которых участвовали японские мужчины, женщины, дети и солдаты. Япония, охватывающая период между эпохами Мэйдзи и Сёва, включая 1068 осужденных военных преступников, приговоренных Международным военным трибуналом к смертной казни; из них 14, в том числе бывший премьер-министр Японии Хидеки Тодзё, отнесены к преступникам класса А.
В ответ её голос был удален из шести персонажей китайской версии Azur Lane. Аналогичные действия были предприняты и в других играх, таких как удаление голосовых реплик Каяно из Punishing: Grey Raven и китайской версии Arknights, где её голос был заменен на голос Мику Ито и Мизуки Китадзима для всех серверов в 2021 году соответственно.

## Роли

### Аниме-сериалы
2011
- Ano Hana — Мэйко Хомма
- Ben-To — Умэ Сираумэ
- Chihayafuru — Канадэ Оэ
- Freezing — Виолет эль Бриджит
- Guilty Crown — Инори Юдзуриха, Мана Ома
- Kamisama Dolls — Хибино Сиба
- Kamisama no Memo-chou — Аяка Синодзаки
- Last Exile: Ginyoku no Fam — Милия
- Nekogami Yaoyorozu — Сасана Сёсоин
- Ro-Kyu-Bu! — Таэ Мисёдзи
- Shakugan no Shana III Final — Кьяра Тоскана
- Sket Dance — Роман Саотомэ
- Yumekui Merry — Исана Татибана

2012
- Ano Natsu de Matteru — Каори Киносита
- Aquarion Evol — Миконо Судзусиро
- Girls und Panzer — Саори Такэбэ
- Hyouka — Маяка Ибара
- Kimi to Boku — Рина Такахаси
- Medaka Box — Могана Кикайдзима
- Mouretsu Pirates — Ай Хосимия
- Rinne no Lagrange — Мугинами
- Sakurasou no Pet na Kanojo — Масиро Сиина
- Suki-tte Ii na yo. — Мэй Татибана
- Tari Tari — Фумико Мацумото, Томока Курата

2013
- Ai Mai Mi — Понока
- Chihayafuru 2 — Канадэ Оэ
- Dog & Scissors — Момидзи Химэхаги
- Golden Time — Нана Хаясида (Линда)
- Infinite Stratos 2 — Мадока Оримура
- Jewelpet — Росса
- Kakumeiki Valvrave — Айна Сакураи, Пино
- Kakumeiki Valvrave 2nd Season — Пино
- Machine-Doll wa Kizutsukanai — Ирори
- Mangirl! — Синобу Фудзимори
- Nagi no Asukara — Тисаки Хирадайра
- OreShura — Ай Фуюми
- Ro-Kyu-Bu! SS — Таэ Мисёдзи
- Senki Zessho Symphogear G — Кирика Акацуки
- Senran Kagura — Ёми
- Senyuu — Луки
- Senyu 2 — Луки
- Servant x Service — Люси (сокращенно) Ямагами
- Suisei no Gargantia — Сая
- Tokurei Sochi Dantai Stella Jogakuin Koutouka C3 Bu — Карила Хацусэ
- Super Seisyun Brothers — Мако Сайто
- Yozakura Quartet — Лила
- Yuyushiki — Тихо Аикава

2014
- Ao Haru Ride — Юри Макита
- Captain Earth — Хана Муто
- Glasslip — Момо Сиросаки
- Gundam Build Fighters Try — Эри Синода
- Kanojo ga Flag o Oraretara — Аканэ Махогасава
- Madan no Ou to Vanadis — София Обертас
- Ookami Shoujo to Kuro Ouji — Аюми Санда
- Romantica Clock — Аканэ Кадзия
- Selector Infected WIXOSS — Хитоэ Уэмура
- Shirobako — Ринко Огасавара, Муи Каяна
- Soredemo Sekai wa Utsukushii — Ниа Лемерсье
- Strike the Blood — Мисаки Сасасаки
- Terra Formars — Шейла Левитт
- Witch Craft Works — Касуми Такамия
- «Без игры жизни нет» — Сиро

2015
- Absolute Duo — Сайлент Дива
- Akatsuki no Yona — Юно
- Aldnoah.Zero — Дарзана Магбаредж
- Aria the Scarlet Ammo AA — Сино Сасаки
- Crayon Shin-chan — Юри Хосино
- DD Hokuto no Ken 2 — Реверко
- Dungeon ni Deai o Motomeru no wa Machigatteiru Darou ka — Асфи Аль Андромеда
- Fairy Tail — Кёка
- Fushigi na Somera-chan — Кономи (6 серия), Мэнусу, школьница, кошка
- Gakkou Gurashi! — Мэгуми Сакура
- Ghost in the Shell: Arise — Alternative Architecture — Эмма
- Gochuumon wa Usagi Desuka? — Мотя Хото
- Joukamachi no Dandelion — Аой Сакурада
- Kyoukai no Rinne — Судзу Минами
- Mikagura Gakuen Kumikyoku — Куруми Наруми
- Miritari! — Сесилия
- Ore Monogatari!! — Юкика Амами
- Saenai Heroine no Sodatekata — Утаха Касумигаока
- Senki Zesshou Symphogear — Кирика Акацуки
- Shokugeki no Souma — Рёко Сасаки
- Show by Rock!! — Цукино
- Soreike! Anpanman — Окаю-тян
- Ushio to Tora — Омамори-сама
- «Твоя апрельская ложь» — Наги Айдза

2016
- Amanchu! — Футаба Оки
- Arslan Senki — Ирина
- Danganronpa 3: The End of Kibougamine Gakuen — Микан Цумики
- Flying Witch — Тито
- Kindaichi Shounen no Jikenbo — Саяка Юкихара (41 серия)
- Kono Subarashii Sekai ni Shukufuku o! — Даркнесс
- Luck & Logic — Сиори Цуруги
- Magi: Sinbad no Bouken — Серендине Дикуменоулз Ду Партевиа
- New Game! — Рин Тояма
- Nijiiro Days — Нодзоми Мацунага
- ReLIFE — Тидзуру Хисиро
- Saiki Kusuo no Sai-nan — Кокоми Тэрухаси
- Sangatsu no Lion — Акари Кавамото
- Shoujo-tachi wa Kouya wo Mezasu — Косака
- Tales of Zestiria the X — Алиша Дифда

2017
- Hand Shakers — Рири
- Kono Subarashii Sekai ni Shukufuku o! 2 — Даркнесс
- New Game!! — Рин Тояма
- Saenai Heroine no Sodatekata ♭ — Утаха Касумигаока
- Senki Zesshou Symphogear AXZ — Кирика Акацуки
- Tales of Zestiria the X (второй сезон) — Алиша Дифда
- Urara Meirochou — Нина Нацумэ
- UQ Holder! — Кириэ Сакурамэ

2019
- Do You Love Your Mom and Her Two-Hit Multi-Target Attacks? — Мамако Осуки
- Miru Tights — Юико Окудзуми[6]

2020
- Dokyu Hentai HxEros — Майхимэ Сираюки

### Анимационные фильмы
- Girls und Panzer der Film (2015) — Саори Такэбэ
- Glass no Hana to Kowasu Sekai (2016) — Сумирэ
- No Game No Life: Zero (2017) — Шуви Дола

### OVA
- Princess Resurrection (2010) — Савава Хиёрими
- «Страна чудес смертников» (2011) — Хината Мукаи
- Kamisama Dolls (2011—2012) — Хибино Сиба
- Yumekuri (2012) — Токура Усики
- Rinne no Lagrange: Kamogawa Days (2012) — Мугинами
- Code Geass: Boukoku no Akito (2012—2016) — Анна Клемент
- IS (Infinite Stratos) 2: Long Vacation Edition (2013) — М
- Yozakura Quartet: Tsuki ni Naku (2013) — Ви Лила Эф
- Ghost in the Shell: Arise (2013—2015) — Эмма Цуда
- Zetsumetsu Kigu Shoujo Amazing Twins (2014) — Кодзуми
- Girls und Panzer: Kore ga Hontou no Anzio-sen Desu! (2014) — Саори Такэбэ
- Magi: Sinbad no Bouken (2014) — Серендине Дикуменоулз Ду Партевиа
- Suisei no Gargantia: Meguru Kouro, Haruka (2014—2015) — Сая
- Sousei no Aquarion Love (2015) — Миконо Судзусиро
- Senran Kagura: Estival Versus -Mizugidarake no Zenyasai- (2015) — Ёми
- Aria the Avvenire (2015) — Аня
- Mobile Suit Gundam: The Origin (2016) — Зенна Мия
- Kono Subarashii Sekai ni Shukufuku o! (2016) — Даркнесс
- Yuyushiki (2017) — Тихо Айкава
- Kono Subarashii Sekai ni Shukufuku o! (2017) — Даркнесс

### Видеоигры
- Arknights — Platinum
- Azur Lane — Кага, Граф Цеппелин, Атаго, Ринаун
- Girls' Frontline[англ.] — Kar98k, NTW-20, StG44
- Punishing: Gray Raven — Лив (Eclipse, Lux, Luminance)

### Drama CD
- Manga de Wakaru Shinryounaika — Асуна Кангоси